# Hédi Saïdi (homme politique)
Pour les articles homonymes, voir Saïdi et Hédi Saïdi.
Hédi Saïdi, né en 1897 à Tunis et mort en 1948 au Caire, est un homme politique tunisien.

## Biographie
Hédi Ben Amor Ben M'hamed Saïdi naît au sein d'une famille tunisoise de vieille souche qui est active dans les souks de la capitale. Il suit ses études en France et s'intéresse rapidement à la politique. Il commence sa carrière professionnelle en 1928 en s'associant avec son frère Hmida pour créer l'imprimerie L'Union avec Mohamed Berrais, qui, outre les services classiques, imprime les revues, les inventaires et les brochures à caractère politique. Il est chef de rédaction d'un journal à partir d'avril 1937,. Il entre dans la lutte nationale dès son plus jeune âge en adhérant au Néo-Destour.
À partir de 1934, il devient le chef de la propagande du Néo-Destour et l'un des piliers de l'action clandestine du parti : il forme le « groupe de lutte », dirigé par lui et Béchir Zarg Layoun, au sein duquel des militants procèdent à des coupures de lignes téléphoniques et télégraphiques et à l'affichage et la distribution des tracts néo-destouriens, appelant à la lutte. Après les événements du 9 avril 1938 et sa libération, Bahi Ladgham, Mohamed Ben Othman, Hassouna Karoui et Mabrouk Abdessamad recommencent à constituer des cellules d'action directe, cette action étant rapportée dans l'ouvrage confidentiel de Roger Casemajor, L'action nationaliste en Tunisie, destiné aux hauts responsables du protectorat et qui récapitule tous les renseignements sur les militants et leurs activités publiques et clandestines.
Militant actif mais discret, il appartient jusqu'en janvier 1940 au cinquième bureau politique, dirigé par Ladgham et composé de Hédi Khefacha, Mohamed Ben Othman, Mohamed Lemdani, Hédi Zid, Mohamed Khabtani, Mustapha Lahmaret et Hassouna El Karoui, avant d'être arrêté en octobre 1939 avec Ladgham, Khefacha et El Karoui et d'anciens militants et incarcéré à Lambèse en Algérie, condamné aux travaux forcés jusqu'au 7 mai 1944,. Condamné à mort, il quitte alors la Tunisie en compagnie de Habib Thameur, Taïeb Slim, Hassine Triki et Rachid Driss et rejoint Habib Bourguiba le 9 juin 1946 au Caire, où il meurt en 1948.
Le président Habib Bourguiba veille au rapatriement du corps de Hédi Saïdi qui a lieu le 10 mai 1957.
La mémoire de Hédi Saïdi est rappelée en Tunisie par quelques rues portant son nom.